# داریوس آدامز
داریوس آدامز (انگلیسی: Darius Adams؛ زادهٔ ۱۷ آوریل ۱۹۸۹) بازیکن بسکتبال اهل ایالات متحده آمریکا است.